# La princesa gitana
La princesa gitana (título original en alemán, Die Csárdásfürstin o A Csárdáskirálynő en húngaro; se suele traducir como "La princesa gitana" aunque literalmente significa "La princesa de las csárdás") es una opereta en tres actos con música de Imre Kálmán Koppstein y libreto en alemán de Leo Stein y B. Jenbach. Se estrenó el 17 de noviembre de 1915 en el Johann Strauss Theater en Viena, Austria.
Se han realizado numerosas versiones en cine y grabaciones. Es una opereta muy apreciada en Hungría, Austria, Alemania, toda Europa y particularmente en la anterior Unión Soviética, donde se adaptó en una película enormemente popular. Es sin duda la obra más exitosa de Kálmán. Sigue en el repertorio, aunque no está entre las más representadas; en las estadísticas de Operabase aparece la n.º 62 de las cien óperas más representadas en el período 2005-2010, siendo la 2.ª en Hungría y la primera de Kálmán, con 70 representaciones.

## Personajes
| Personaje                   | Tesitura       | Elenco del estreno, 17 de noviembre de 1915 (Director: - ) |
| --------------------------- | -------------- | ---------------------------------------------------------- |
| Sylva Varescu               | soprano        | Mitzi Günther                                              |
| Edwin Ronald                | tenor/barítono | Karl Bachmann                                              |
| Condesa Stasi               | soprano        | Susanne Bachrich                                           |
| Barón Boni Káncsiánu        | tenor          | Josef König                                                |
| Feri von Kerekes            | bajo           | Antal Nyárai                                               |
| Anhilte                     | contralto      | Gusti Macha                                                |
| Leopold Maria               | bajo           |                                                            |
| Oberleutnant von Rohnsdorff | bajo           |                                                            |
| Un estadounidense           | bajo           |                                                            |

## Argumento
Lugar: Budapest y Viena
Tiempo: poco antes del estallido de la Primera Guerra Mundial
La aristocracia de  Europa Central está en decadencia poco antes del estallido de la Primera Guerra. 

### Acto I
Sylva Varescu, una intérprete de cabaret autosuficiente y profesionalmente exitosa de Budapest, se va a embarcar en una gira por América. Tres de sus aristocráticos "fans de la puerta de artistas ", llamados Edwin, Feri y Boni, prefieren que se quede. Edwin, no consciente de que sus padres ya han arreglado su matrimonio allá en Viena, ordena a un notario que prepare un pagaré de su esperado matrimonio con Silva dentro de diez semanas. Sylva entonces deja para ir a su gira americana, y Edwin se marcha a cumplir sus obligaciones militares en tiempos de paz. 

### Acto II
El pagaré está a punto de vencer. Sylva visita el palacio de Edwin en Viena, pretendiendo haberse casado con Boni como su forma de entrar en contacto con su familia. Edwin está a punto de prometerse con Stasi, quien no se preocupa por él y sólo desea un matrimonio arreglado. Boni se enamora de Stasi y Edwin lamentan no haber mantenido su promesa a Sylva antes. Sin embargo, Edwin comete el error de informar a Sylva que sus padres aceptarían a Sylva “sólo” si ella pretende haberse divorciado de Boni y por lo tanto ya entrada en sociedad a través de un matrimonio anterior. El padre de Edwin informa separadamente a Sylva de que si ella se casa con Edwin sin haber logrado alcanzar el rango noble por alguna otra vía, su papel en la sociedad podría ser simplemente el de una “princesa gitana” en caso de que ella siguiera adelante con el matrimonio, dándole la espalda y marchándose en la presencia de sus amigos reunidos.

### Acto III
Se ambienta en un hotel vienés al que Feri ha acompañado a la compañía desde Budapest, quien está a punto de embarcarse a otra gira americana con Sylva. Todo el mundo aparece y se reconocen entre sí, Feri reconoce a la madre de Edwin como una cantante de cabaret retirada de Budapest que brilló como estrella antes de la época de Sylva. Sin darse cuenta de que aquellos aristócratas que se quedaban detrás pronto sufrirán la más completa aniquilación durante la escalada en el esfuerzo bélico en Austria y Hungría después del asesinato del príncipe heredero, la madre de Edwin se une a las dos parejas, Sylva/Edwin y Boni/Stasi, todos sin darse cuenta dirigiéndose a la seguridad de esta gira americana. Cae el telón.[cita requerida]

## Grabaciones
- Anna Moffo (Sylva), René Kollo (Edwin), Dagmar Koller (Condesa Stasi), Sándor Németh (Baron Káncsiánu), László Mensáros (Kerekes) – Orquesta Sinfónica Graunke, Bert Grund -  Eurodisc (1972)